# Тустла-Гутьєррес
Ту́стла-Гутьє́ррес (англ. Tuxtla Gutiérrez, ісп. вимова: [ˈtuɣstla ɣuˈtjeres]; науатль: Ту́штла) — місто та столиця мексиканського штату Чіапас, а також адміністративний центр однойменного муніципалітету. Чисельність населення, за даними перепису 2010 року, становить 537 тис. осіб.

## Походження назви
Назва Тустла походить від науатльського Tuchtlan (Туштлан), що означає [місце, де] багато кроликів. Гутьєррес додали в честь Хоакіна Мігеля Гутьєрреса, мексиканського революціонер 19 ст.

## Історія
Статус міста Тустла-Гутьєррес офіційно отримало 29 жовтня 1813 році, населення становило тоді близько 5 тисяч осіб.

## Освіта
Згідно з переписом 2010 року, рівень неписьменності склав 5,4 %, в порівнянні з 7,66 % у 2000 році та 10,68 % 1990 року. Це нижче, ніж середньому у Мексиці (17,8 %).

## Населення
| Рік       | 1950   | 1960   | 1970   | 1980    | 1990    | 1995    | 2000    | 2005    | 2010    |
| --------- | ------ | ------ | ------ | ------- | ------- | ------- | ------- | ------- | ------- |
| Населення | 31.137 | 44.979 | 70.999 | 166.476 | 295.608 | 386.135 | 434.143 | 503.320 | 553.278 |

Джерело: INEGI

## Культура та пам'ятки

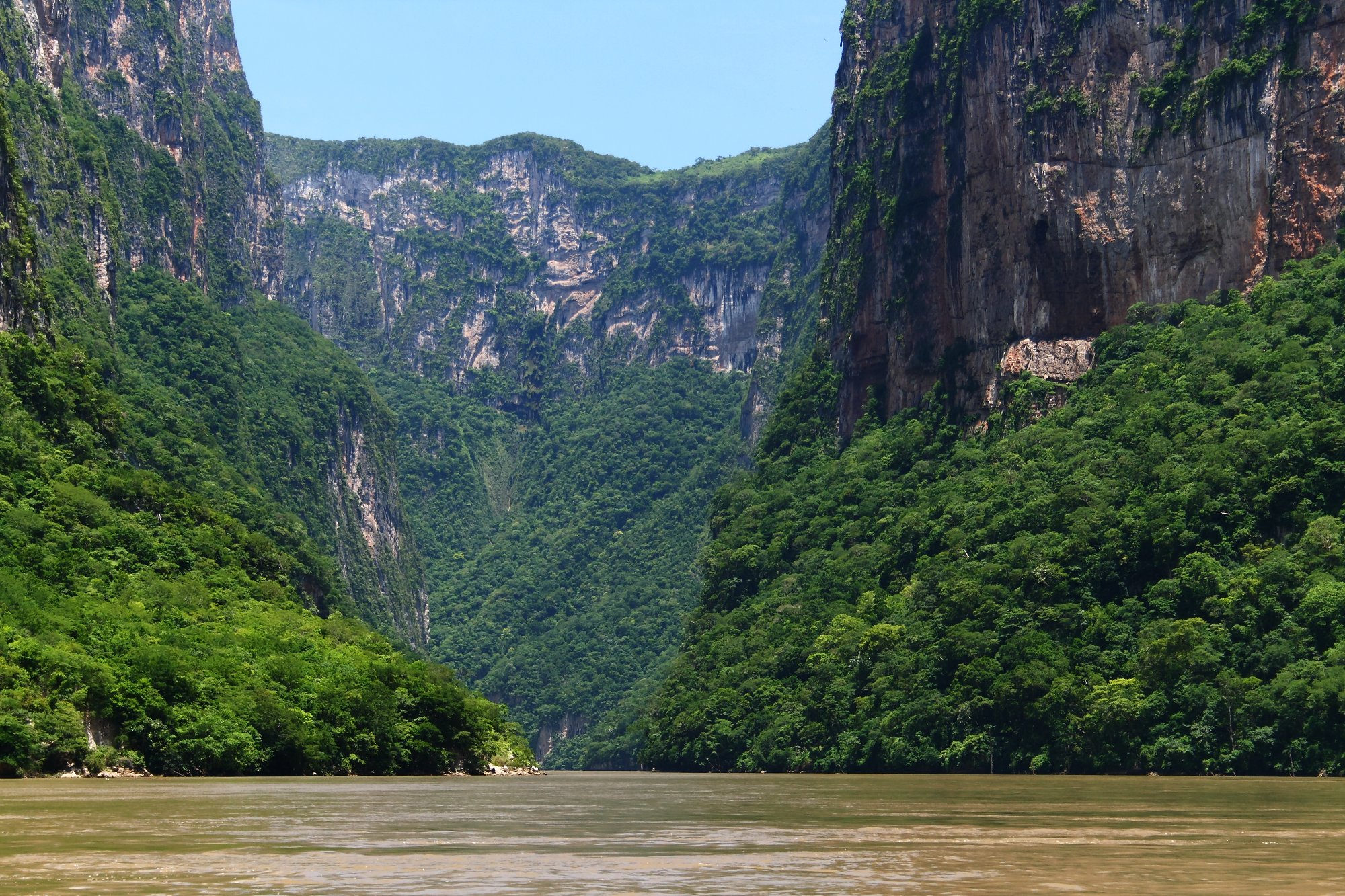
Каньйони річки Гріхальва

Головною пам'яткою Тустла-Гутьєррес можна вважати каньйон Сумідеро. Найвищий стрімчак у каньйоні висотою до 1200 м, довжина каньйону приблизно 60 км.
Цікавим є міський зоопарк. У зоопарку можна побачити птаха кецаль. Кецалі відігравали значну роль в міфологічних уявленнях мезоамериканських аборигенів.

## Клімат
Клімат у Тустла-Гутьєррес теплий та вологий в період літніх дощів. Середньорічна температура становить 25,4 °C. Гарячий сезон з середини лютого по вересень. Спекотна пору року з квітня по другу неділю травня, найхолодніше у грудні, коли температура падає до 12 °C.
Кількість опадів коливається у межах 900 мм на рік. Сезон дощів триває з травня до другого тижня жовтня, однак, самі дощові місяці — червень та вересень. У вересні та жовтні, дощі в основному за рахунок сезону ураганів.
| Місяць                       | Січень | Лютий | Березень | Квітень | Травень | Червень | Липень | Серпень | Вересень | Жовтень | Листопад | Грудень | Рік |
| ---------------------------- | ------ | ----- | -------- | ------- | ------- | ------- | ------ | ------- | -------- | ------- | -------- | ------- | --- |
| Максимальна температура (°C) | 29     | 31    | 34       | 36      | 36      | 33      | 32     | 32      | 31       | 31      | 31       | 30      | 32  |
| Мінімальна температура (°C)  | 15     | 16    | 18       | 20      | 22      | 21      | 20     | 20      | 20       | 19      | 18       | 16      | 18  |
| Дощі (мм)                    | 0.8    | 2,7   | 3,5      | 13      | 80      | 208     | 161    | 191     | 193      | 45      | 17       | 3,2     | 921 |

## Галерея

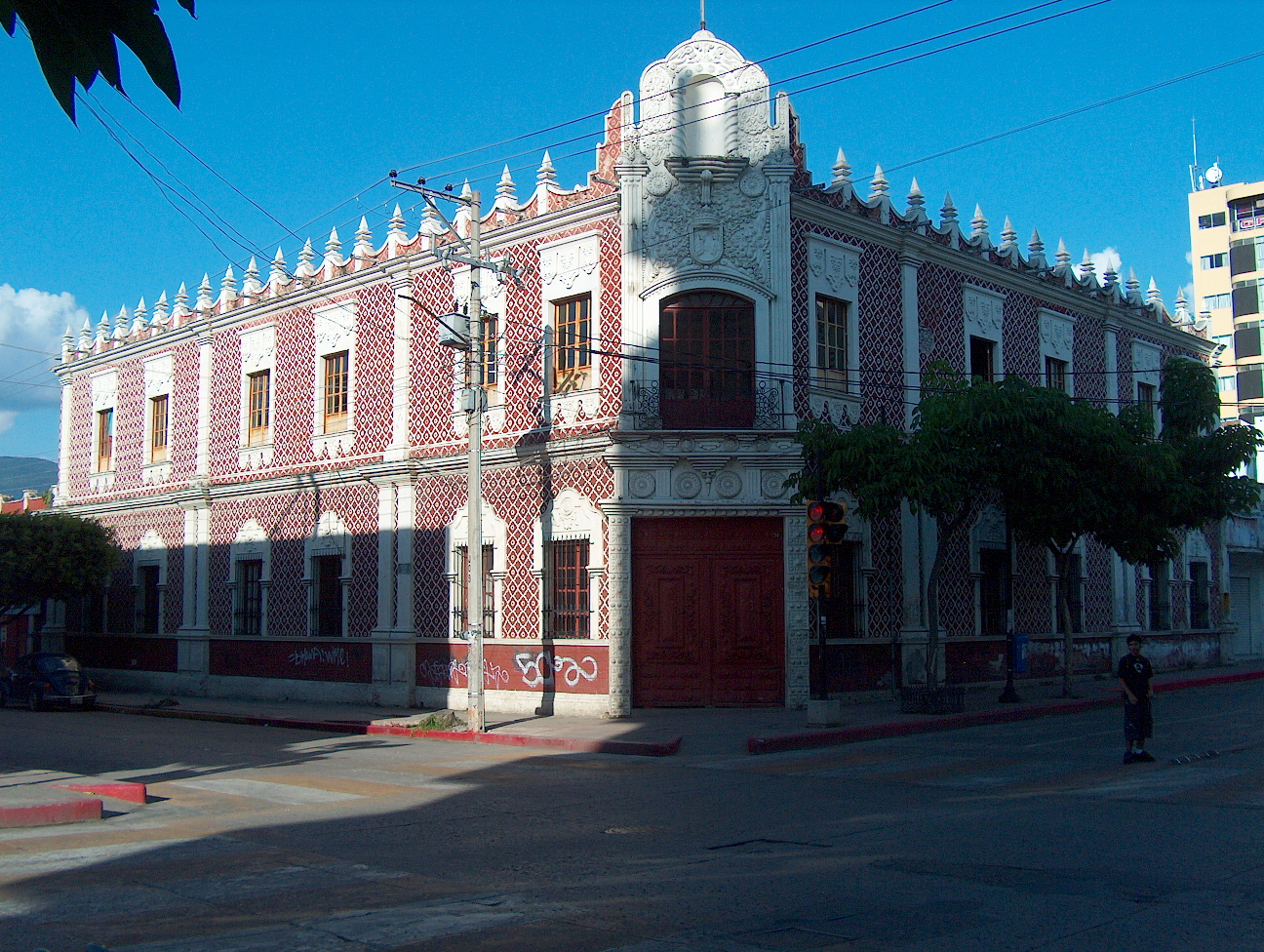
Міський музей
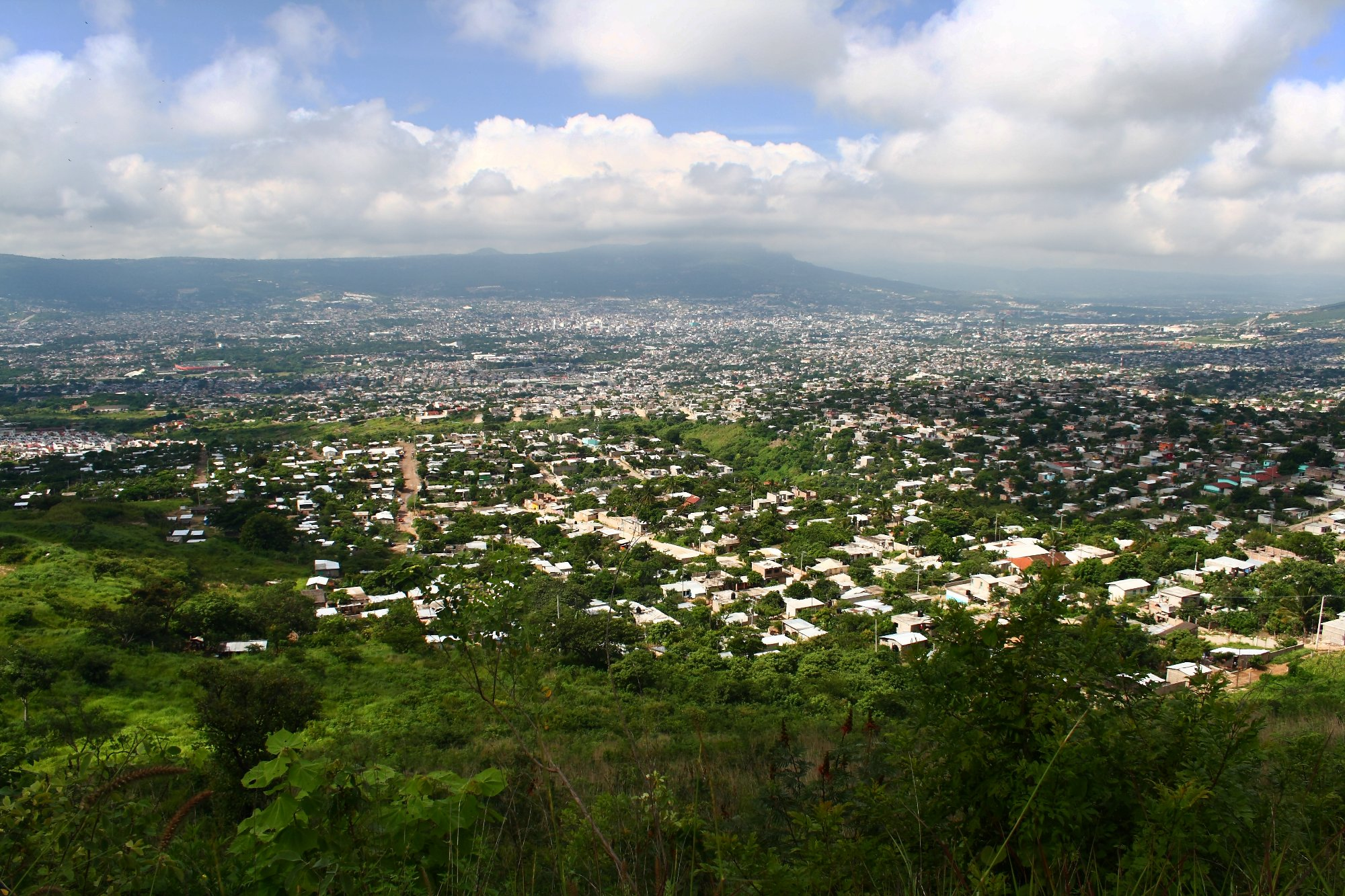
Панорама міста
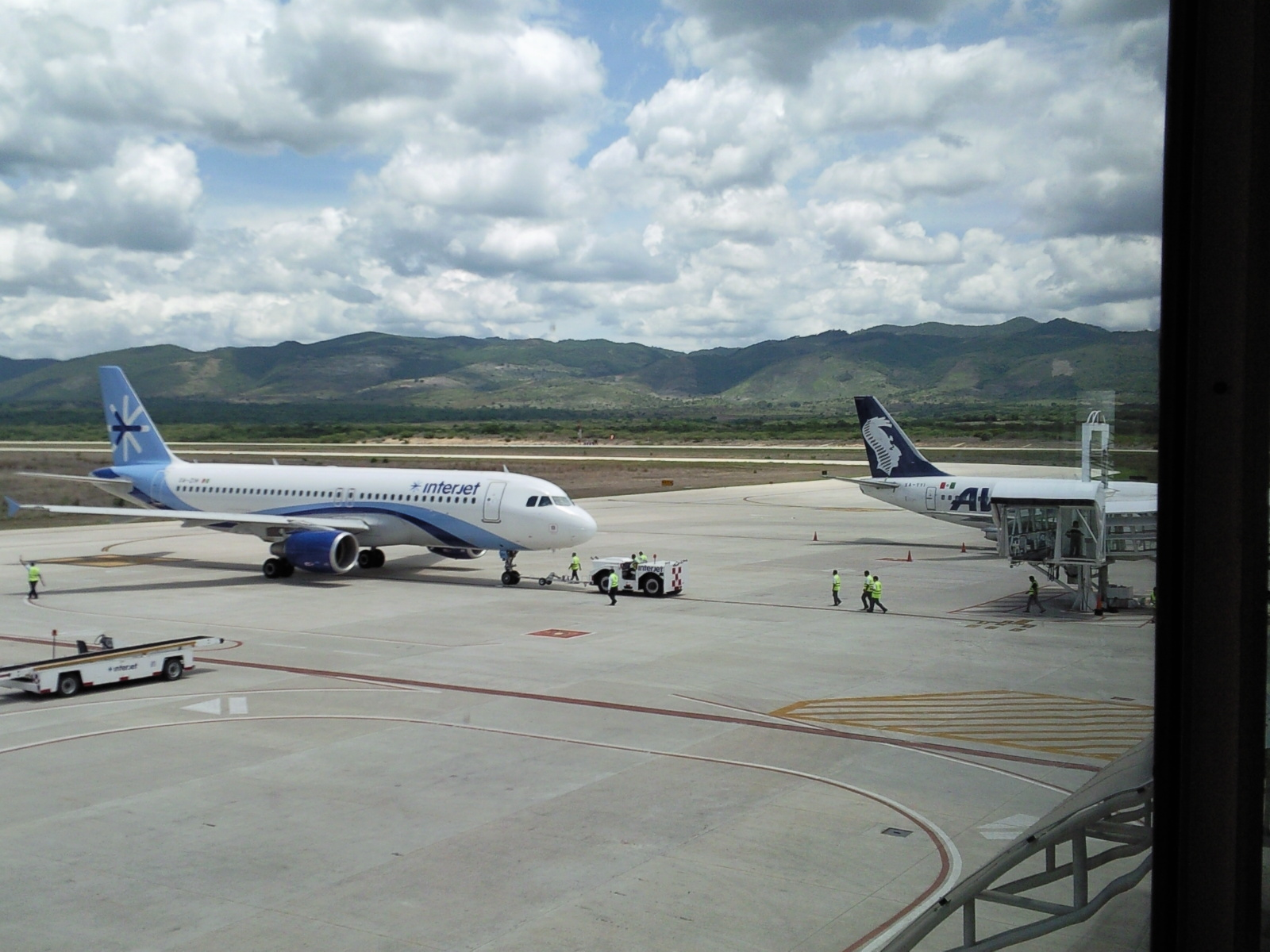
Міське летовище
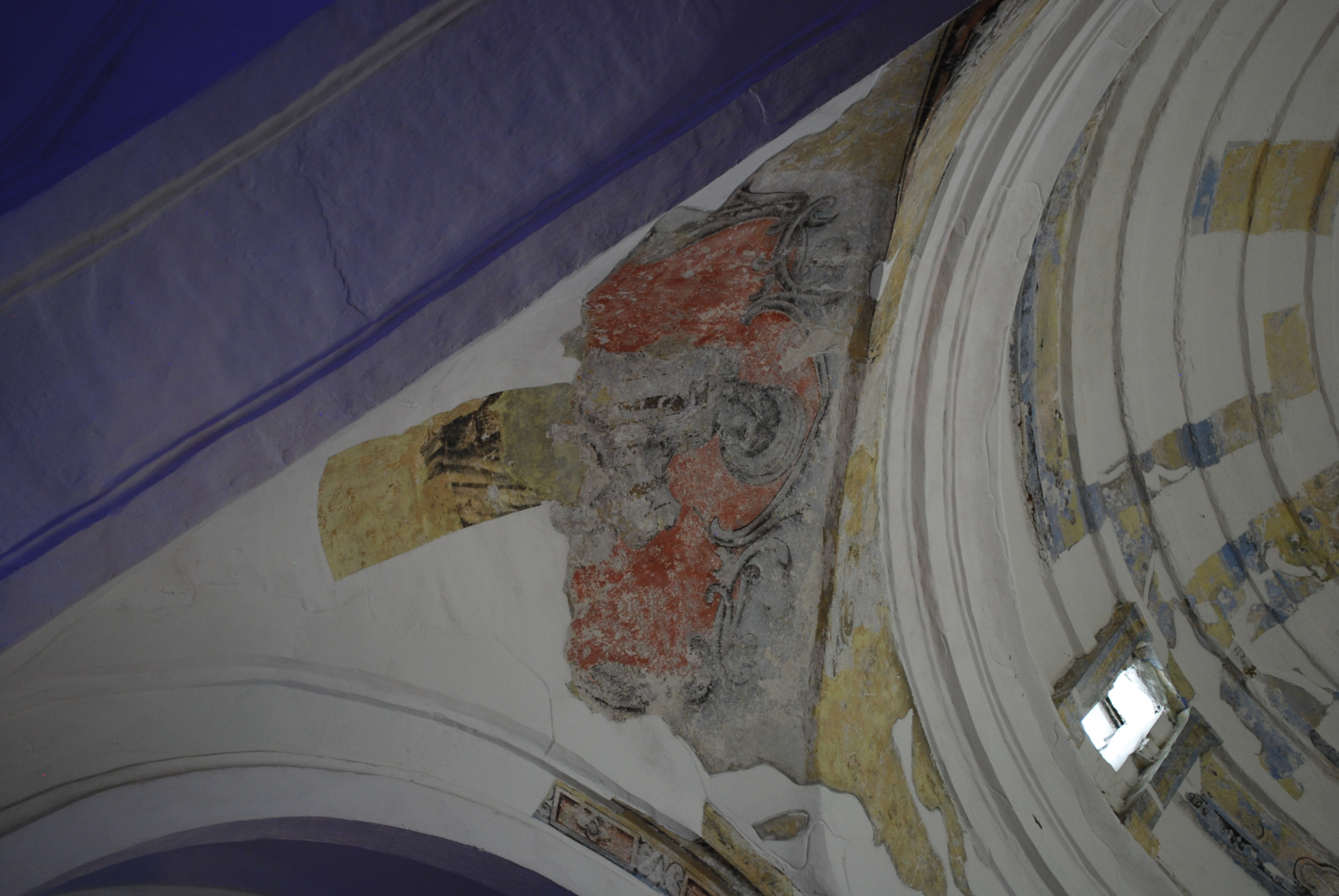
Залишки фресок у соборі Сан-Маркос
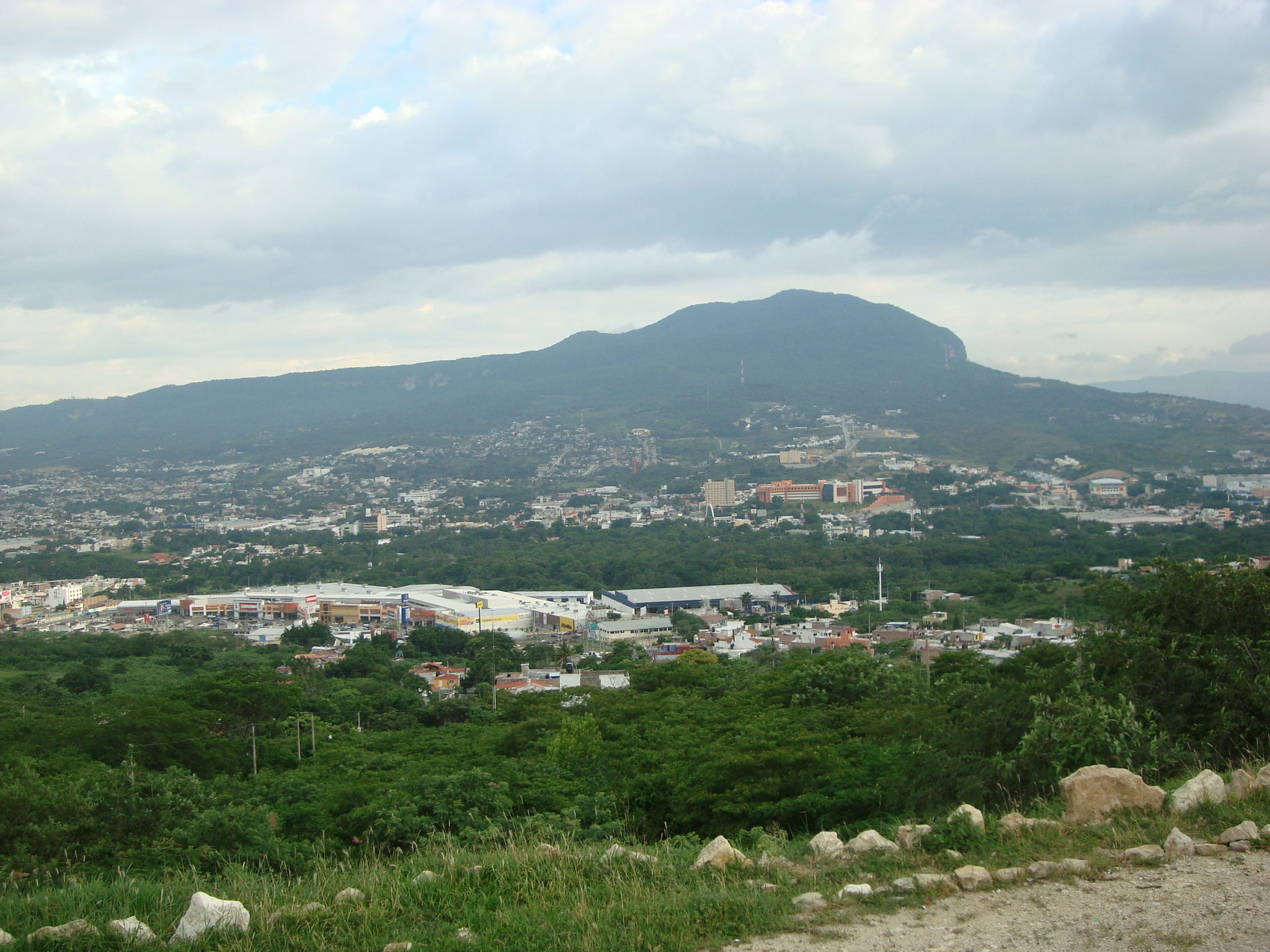
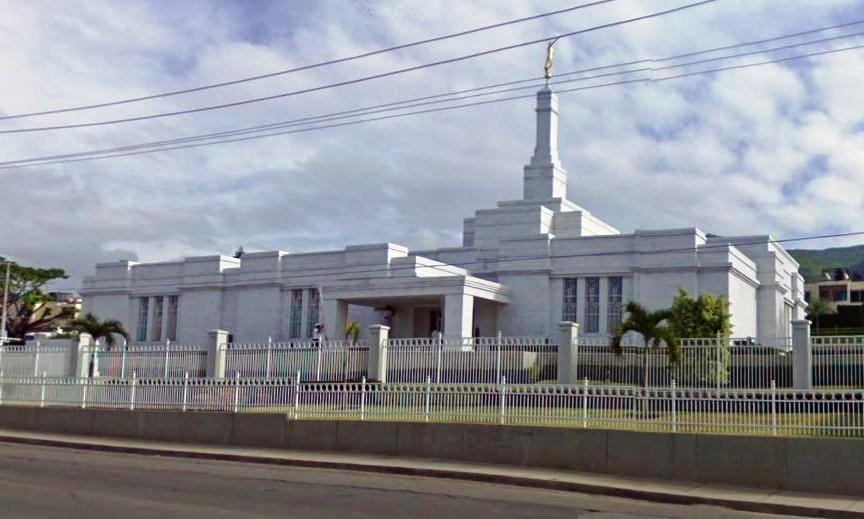
Церква мормонів
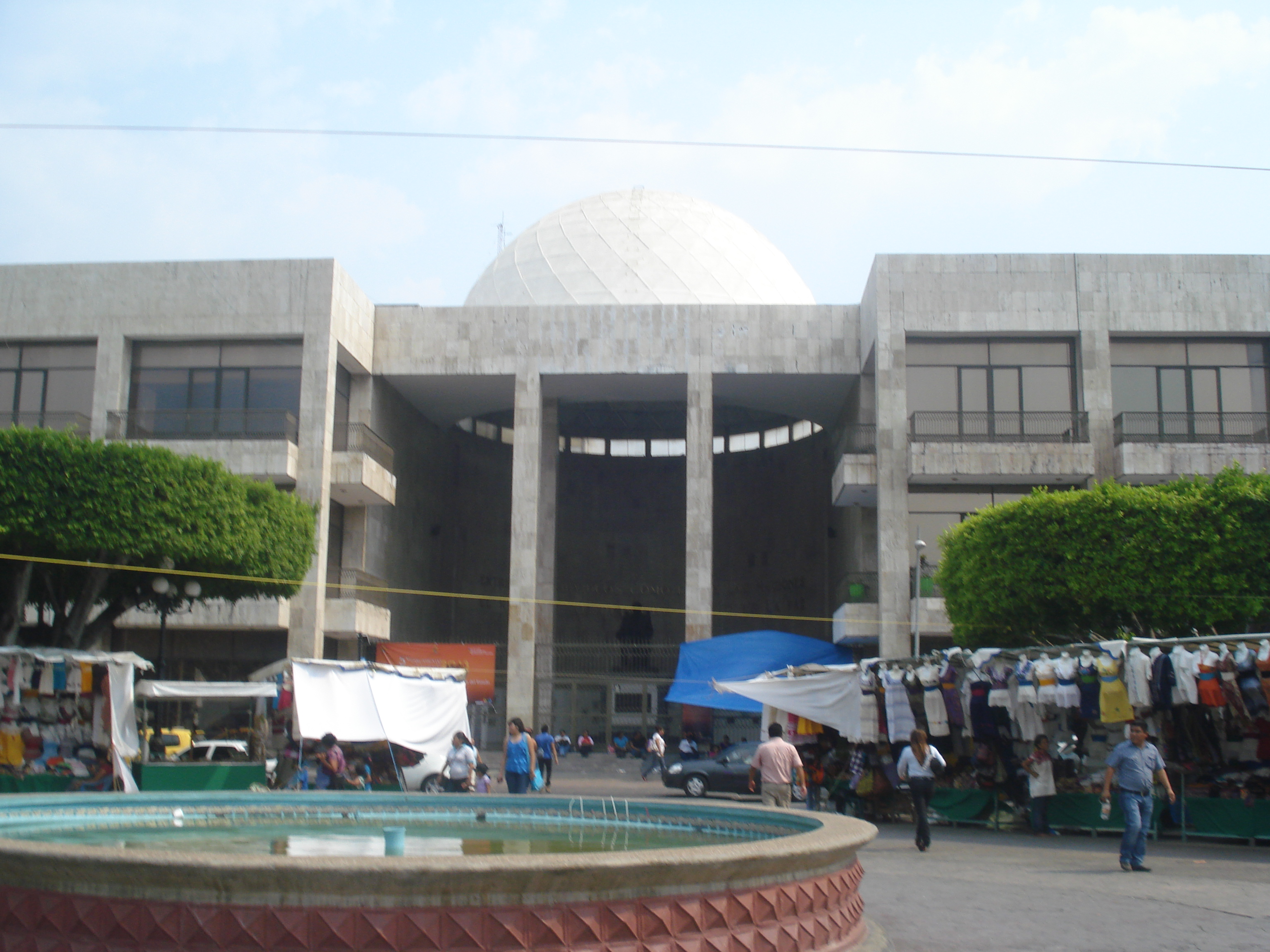
Палац законодавства